# Amber Broos
Amber Broos (* 16. Oktober 2002 in Löwen), früher bekannt als DJ 13 Amps, ist eine belgische DJ und Musikproduzentin.

## Leben
Im Alter von 12 Jahren kam Amber Broos durch ihren Vater Joeri Broos, der auch DJ, Produzent und Inhaber einer DJ-Schule ist, mit elektronischer Musik und dem Mixen von Platten in Kontakt.
Im Alter von dreizehn Jahren nahm sie an einem DJ-Contest des niederländischen Top-DJ Robert Abigail teil. Sie wurde aus mehr als 1000 Bewerbern als Gewinnerin ausgewählt. Damit gewann sie Personal Coaching für ein Jahr von Robert Abigail.
2017 veröffentlichten Robert Abigail und 13 Amps die Single Living On The Right Side.
2019 erschien ihre erste eigene Single 1AM. Damals noch unter ihrem Künstlernamen 13 Amps. Kurz darauf beschloss Broos, nicht mehr unter diesem Namen zu spielen und zu produzieren, sondern unter ihrem eigenen Namen. Als Amber Broos veröffentlichte sie 2019 Idolize und 2020 Watch me. 2021 veröffentlichte sie zusammen mit Bo Vera August die Single Moon Shimmer.
Im Laufe der Jahre trat Broos unter anderem live bei Suikerrock, Lokerse Feesten und dem Crisis Festival sowie online bei We Own The Night, Sorry for the Noise, MijnLeuven und De warmste week auf.
Amber Broos sollte bei der Pukkelpop-Ausgabe 2021 auftreten. Aufgrund der Corona-Pandemie wurde diese Ausgabe von Pukkelpop jedoch abgesagt und ihr Auftritt auf die Ausgabe 2022 verschoben. Zudem trat sie 2022 am Suikerrock und zweimal auf dem Tomorrowland auf.
Außerdem ist sie unter anderem Resident-DJ bei Ancienne Belgique und für Studio Brussel bei Filefuif. Ab September 2021 präsentiert Broos das UNTZ-Programm im Studio Brussels.

## Musikstil
Sie spielt eine Vielzahl von Stilen, darunter: Alternative Dance, Techno, House, Club und Retro.

## Diskographie
Singles
- 2017: Living On The Right Side
- 2019: Idolize
- 2020: Watch Me
- 2021: Moon Shimmer